# Embrun
Embrun (antični Eburodunum, okcitansko Ambrun) je naselje in občina v jugovzhodnem francoskem departmaju Hautes-Alpes regije Provansa-Alpe-Azurna obala. Leta 2006 je naselje imelo 6.230 prebivalcev.

## Geografija
Kraj se nahaja v pokrajini Daufineji ob reki Durance tik pred njenim izlivom v največje umetno jezero v Evropi Lac de Serre-Ponçon, 38 km vzhodno od Gapa.

## Administracija
Embrun je sedež istoimenskega kantona, v katerega so poleg njegove vključene še občine Baratier, Châteauroux-les-Alpes, Crévoux, Crots, Les Orres, Saint-André-d'Embrun in Saint-Sauveur z 9.720 prebivalci.
Kanton je sestavni del okrožja Gap.

## Zgodovina
Kraj, rimski Civitas Ebrodunensium, je bil prvotno središče galskega plemena Caturiges. Leta 364 je postal glavno mesto rimske province Alpes Maritimae, pred tem v Cemenelumu (sedanje predmestje Nice Cimiez). Od 4. do 18. stoletja je bil Embrun sedež nadškofije, ukinjene s konkordatom leta 1801. Njeno ozemlje je leta 1822 prešlo k nadškofiji Aix.
Po njem je leta 1857 poimenovano kanadsko naselje Embrun, del večjega Russell Townshipa v Ontariu.

## Zanimivosti
- nekdanja romansko-gotska katedrala Notre-Dame du Réal iz 12. do 13. stoletja, francoski zgodovinski spomenik od leta 1840,
- donjon Tour Brune, stolp iz 12. stoletja,
- Embrun se nahaja v francoskem narodnem parku Écrins.